# Track Top-40
Track Top-40 (ou Tracklisten Top 40) est la liste officielle des 40 meilleurs singles danois, qui est publiée tous les jeudis à minuit sur le site Web de Hitlisten. La liste combine les 40 chansons les plus populaires issues des téléchargements légaux de musique, des ventes de singles musicaux sur CD ou vinyle, ainsi que des pistes en streaming. Les données sont collectées par M&I Service pour le compte de l'IFPI Danemark.

## Histoire
Le premier classement officiel des singles danois est publié fin avril 1965. Jusqu'à fin février 1969, il paraît mensuellement, puis hebdomadairement.
Dans une période de 1973 à 1978, les singles et les albums sont combinés en un seul tableau. Pendant cette période, l'album dépasse le single en tant que format le plus vendu.
Au cours des années 1980 et 1990, les classements de singles continuent à être créés, mais en général, les singles sont vendus soit dans le cadre de l'album de l'artiste en question, soit sur un album de compilation avec les hits de l'époque. Ces albums/compilations de compilation, en revanche, sont vendus en grande quantité et sont souvent placés en tête des palmarès des albums.
Dans les années 1990, alors que le CD remplace le disque vinyle, les ventes de singles se sont réduites à presque rien, et le classement des singles n'a donc pas de signification majeure.
Alors que l'industrie de la musique met en place des services de musique fonctionnant bien à partir de 2005, le single a de nouveau remporté la position de principal format musical. Cela se reflète bien dans la relance du classement des singles en octobre 2007, où il est renommé Tracklisten.
La meilleure illustration du retour du single est la modification des règles d'attribution des disques d'or et de platine. En 2003, seuls 4000 singles devaient être vendus pour obtenir un disque d'or. En 2012, l'exigence est de 15 000, c'est-à-dire à la fois les téléchargements et les CD physiques uniques. À l'inverse, l'exigence de ventes d'albums est divisée par deux, passant de 20 000 à 10 000.

### 1965–1993
Tout au long de cette période, les palmarès officiels sont basés sur les ventes, c'est-à-dire le nombre de commandes livrées de la maison de disques au magasin. Cela conduit à des discussions récurrentes sur la fiabilité des cartes. En 1986, Ekstra Bladet lance sa propre liste de résultats dans ce contexte en concurrence directe avec la liste de résultats officielle, qui est reproduite dans BT depuis 1977. Le leur est plutôt basé sur des échantillons de ventes réelles. Il en va de même pour les palmarès des ventes de Danmarks Radio pour la période 1988-1993.

### 1993–2001
À partir de 1993, l'institut d'analyse AC Nielsen reprend le calcul des listes de résultats. Leurs calculs sont basés sur les ventes réelles via des enregistrements de codes à barres.

### 2001–2007:Hitlisten
Le 1er janvier 2001, le Danish Singles Chart est relancé sur Internet. Comme il est devenu possible de télécharger de la musique sur Internet, ces achats sont reconnus.

### 2007-présent:Tracklisten/Track Top-40
Le 2 novembre 2014, la Singlelist est relancée sous le nom de Tracklist et comprend les ventes de singles aux formats CD, vinyle et téléchargement numérique. La liste est élargie simultanément de 20 aux 40 chansons les plus populaires. De plus, les classements Top-20 et un Top-20 en téléchargement sont interrompus, car ils sont désormais couverts par la Tracklist.
Depuis le 21 novembre 2014, le streaming est également intégré à la Tracklist, où 100 streams correspondent à un morceau téléchargé. La liste des 20 meilleurs en streaming est interrompue.